# Paul MacKendrick
Paul Lachlan MacKendrick (Taunton,11 de fevereiro de 1914 - Madison,10 de fevereiro de 1998) foi um classicista, autor e professor americano.

## Biografia
MacKendrick nasceu em Taunton, Massachusetts, mas a maior parte de seus anos produtivos foi vivido em Madison, Wisconsin.
MacKendrick foi educado na Harvard University e Balliol College, Oxford, após o qual lecionou na Phillips Academy por alguns anos. O futuro presidente dos Estados Unidos, George H. W. Bush, foi aluno de MacKendrick enquanto lecionava na Phillips Academy. Ele ingressou na Reserva Naval dos EUA e serviu de 1941 a 1945.
Ele lecionou em Harvard em 1946 e depois mudou-se para a University of Wisconsin – Madison como Professor Assistentede Clássicos, onde lecionou por seis anos. Ao todo, ele lecionou na Universidade de Wisconsin de 1946 a 1984.
Em 1952, ele trabalhou com Herbert M. Howe na publicação de Classics in Translation , uma antologia de seleções de escritores gregos e romanos antigos. Em 1958, dois livros se seguiram: The Ancient World, em co-autoria com Vincent M. Scramuzza e The Roman Mind At Work.
Ele é mais conhecido por uma série de livros que utilizam as descobertas da arqueologia para reconstruir as histórias de culturas ou civilizações específicas. O primeiro deles, The Mute Stones Speak, examina as culturas da península italiana desde os tempos pré-históricos, com ênfase nos romanos, até a adoção do Cristianismo como religião oficial do império em 324 d.C.
The Greek Stones Speak veio em 1962. Começando com as escavações de Troy e Heinrich Schliemann, o leitor é informado de relatos de escavações de grandes centros do mundo helênico, incluindo a história da decifração de Michael Ventris da Linear B.
Vários títulos adicionais apareceram nesta série e, em 1980, ela pesquisou regiões e culturas de quase toda a área do Império Romano.
O professor MacKendrick se aposentou do ensino em 1984.

## Honras
- Fulbright Fellowship, 1950-51
- Guggenheim Fellowship, [5] 1957–58
- Consultor, arqueologia grega, National Broadcasting Company
- Consultor, arqueologia romana, Time-Life, Inc.

## Prêmios
- 1984 Notáveis Autores de Wisconsin - Comitê de Prêmios Literários da Associação de Bibliotecas de Wisconsin

## Livros selecionados
- Classics In Translation (com Herbert M. Howe), 1952
- O Mundo Antigo (com Vincent M. Scramuzza), 1958
- The Roman Mind At Work, 1958
- The Mute Stones Speak, 1960
- The Greek Stones Speak, 1962
- The Iberian Stones Speak, 1969
- The Athenian Aristocracy, 339-31 AC, 1969
- Romanos no Reno, 1970
- França romana, 1972
- The Dacian Stones Speak, Chapel Hill: University of North Carolina Press, 1975.ISBN 0-8078-1226-9
- The North African Stones Speak, 1980